# Komenda Řepín
Komenda řádu německých rytířů existovala v Řepíně již před rokem 1236 a trvala zde až do roku 1417.

## Historie komendy

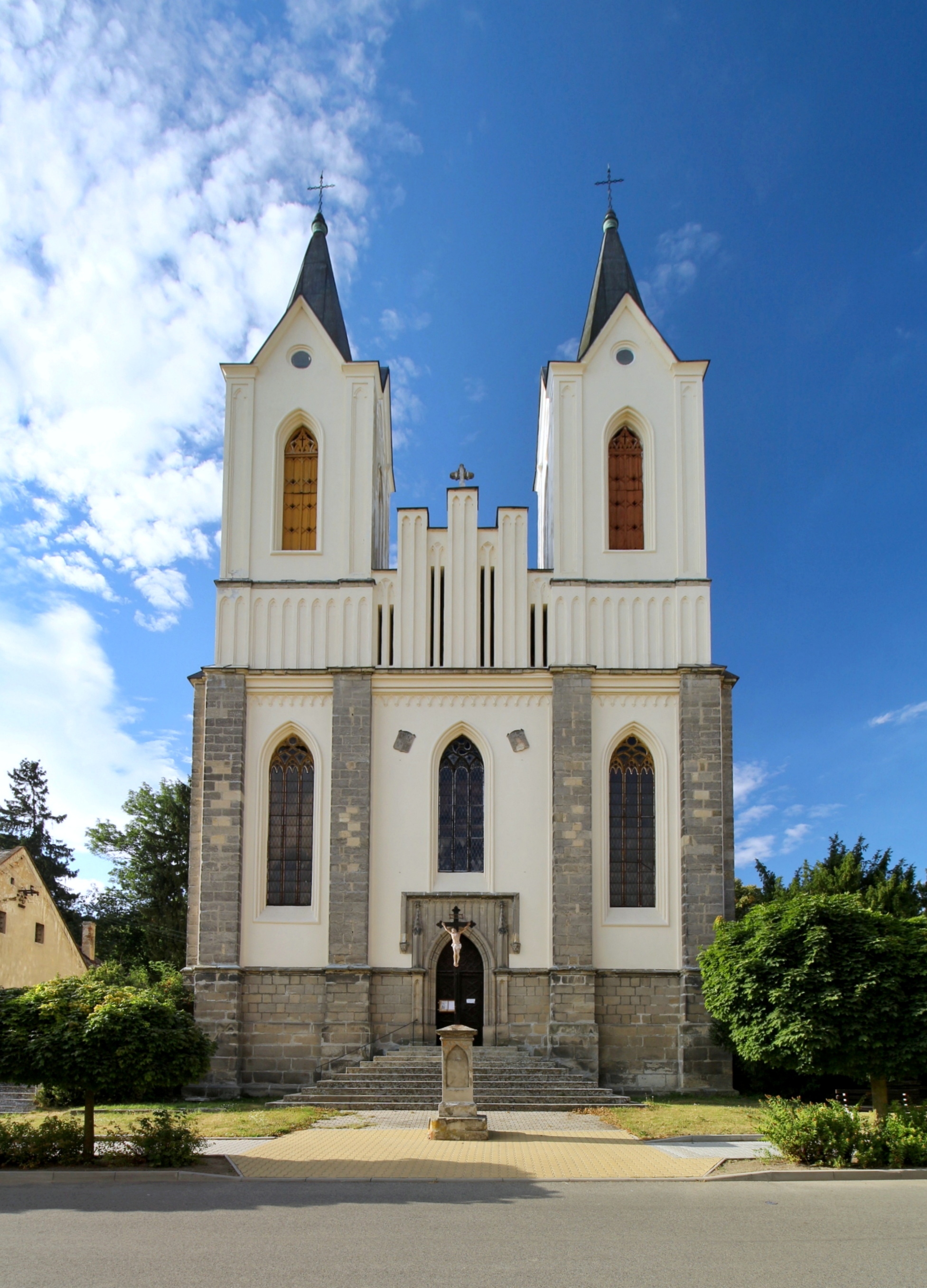
Kostel Panny Marie Vítězné v Řepíně

Komenda německých rytířů v Řepíně vznikla určitě v 1. polovině 13. století a podle některých místních zpráv dokonce již v letech 1215–1224, kdy ji založil tehdejší biskup Ondřej, předtím probošt mělnický. Dokladem toho, že Řepín patřil řádu německých rytířů, je spor tohoto řádu s královnou Konstancií roku 1236, která věnovala desátek z Řepína kostelu ve Vrbně. Řád protestoval, protože byl podle zvláštního papežského privilegia osvobozen od všech duchovních desátků.
Z let 1273–1278 známe zdejšího komtura Ješka z Lichtenburku, příbuzného významného českého pána Jindřicha z Lichtenburku. Je zachována jeho pečeť. Za komtura Jana (Ješka) byla roku 1318 přikoupena ves Lhotka u Jenichova. Známe pak jména některých komturů (1337 opět Ješek, 1392 Mikuláš, 1395 Albrecht) a jako poslední se roku 1410 připomíná komtur Přibík z Litic.